# Museu Municipal de Benavente
O Museu Municipal de Benavente, inaugurado em julho de 1980, tem por missão a investigação, recolha, interpretação, conservação, valorização e divulgação de testemunhos materiais do homem e do ambiente, no no Município de Benavente.
O Museu Municipal de Benavente, denominado Museu Municipal Dr. António Gabriel Ferreira Lourenço, alberga uma vasta colecção de carácter etnográfico reunida ao longo de cerca de 40 anos pelo Sr. Joaquim Parracho.
Reunindo um acervo museológico com cerca de vinte mil peças, o Museu encontra-se instalado numa antiga casa de habitação localizada no antigo “arrabalde” da vila, hoje um dos eixos mais movimentados, no limite do núcleo histórico de Benavente.
Além do núcleo inicial, o Museu dispõe do 'Núcleo Agrícola, inaugurado em 25 de Março de 2000, que se encontra instalado no antigo Matadouro Municipal de Benavente.

## Edifício
O núcleo principal do Museu Municipal de Benavente encontra-se instalado num palacete do século XVIII, mandado construir por Francisco José Colaço Lobo, antigo lavrador e capitão-mor da vila de Benavente. O edifício funcionou como casa de habitação até meados do século XX, altura em que foi adquirido pelo Dr. António Gabriel Ferreira Lourenço, para lá ser instalado o Pensionato do Colégio de Benavente.
Por testamento deste, a casa foi doada à Câmara Municipal de Benavente para criação de um Museu Municipal, cuja designação deveria incluir o nome do dador. A 20 de Dezembro de 1976, foi celebrada a escritura de doação do edifício. Em Julho de 1980 o Museu Municipal de Benavente viria a ser inaugurado, com a exposição de arqueologia "A Arte Rupestre no Vale do Tejo". 
O edifício é composto por dois pisos, e originalmente possuía ainda outras construções anexas para estábulos e armazéns, bem como um pequeno jardim, que facilitava o acesso ao exterior, através de um portão contíguo à fachada principal. Esta fachada principal ostenta varandas no primeiro piso e em baixo, uma porta com frontão de pedra.
No piso inferior existe um grande átrio de entrada de onde parte, num dos extremos, uma escadaria em pedra que começa num patamar encimado por dois arcos de cantaria. Em 1983, foi construído um anexo contíguo à casa, reduzindo a área do jardim. Os traços originais do edifício nunca foram alterados, e mesmo com o violento sismo, que em 1909 destruiu quase a vila de Benavente, esta sólida construção não sofreu quaisquer danos.